# 名探偵再登場
『名探偵再登場』（めいたんていさいとうじょう、The Cheap Detective）は、1978年のアメリカ合衆国のコメディ映画。
ハンフリー・ボガートが主演した映画『マルタの鷹』（1941年）と『カサブランカ』（1942年）のパロディであり、ピーター・フォーク扮する主人公はボガートをイメージしたキャラクターとなっている。さらに『脱出』（1944年）や『欲望という名の電車』（1951年）、『チャイナタウン』（1974年）を真似たシーンやセリフも登場する。
1976年のパロディ・ミステリ映画『名探偵登場』の姉妹編で、監督（ロバート・ムーア）、脚本（ニール・サイモン）、出演者の一部が共通している。

## キャスト
| 役名                                                                  | 俳優                         | 日本語吹替                        |
| 役名                                                                  | 俳優                         | TBS版                             |
| --------------------------------------------------------------------- | ---------------------------- | --------------------------------- |
| ルー・ペキンポー （サンフランシスコの私立探偵）                       | ピーター・フォーク           | 小池朝雄                          |
| ジョージア・マークル （ルーの相棒マークルの妻でルーと不倫中）         | マーシャ・メイソン           | 小原乃梨子                        |
| ジェゼベル・デザイア （金持ちの若妻）                                 | アン＝マーグレット           | 武藤礼子                          |
| シュリセル大佐 （ゲシュタポ）                                         | ニコール・ウィリアムソン     | 仲村秀生                          |
| ベティ・ド・プープ （酒場の歌手）                                     | アイリーン・ブレナン         | 高橋和枝                          |
| エズラ・デザイア （ジェゼベルの夫でゴールデンゲートブリッジの持ち主） | シド・シーザー               | 千葉耕市                          |
| ベス （ルーの秘書でクロスワードの名人）                               | ストッカード・チャニング     | 幸田直子                          |
| マルセル （酒場の経営者）                                             | ジェームズ・ココ             | 富田耕生                          |
| ペペ・ダマスカス （ルーを酒場に呼び出した男）                         | ドム・デルイーズ             | 今西正男                          |
| マルレーヌ・デュシャール （ルーのかつての恋人）                       | ルイーズ・フレッチャー       | 沢田敏子                          |
| ジャスパー・ブラバー （16年間「卵ダイヤ」を探している金持ち）         | ジョン・ハウスマン           | 塩見竜介                          |
| モンテネグロ夫人 （ルーに調査を依頼した女）                           | マデリーン・カーン           | 平井道子                          |
| ティンカー （ピアノ弾き）                                             | スキャットマン・クローザース | 坂口芳貞                          |
| ポール・デュシャール （マルレーヌの夫）                               | フェルナンド・ラマス         |                                   |
| リズット巡査部長 （刑事）                                             | エイブ・ヴィゴダ             |                                   |
| ボーイ （ジャスパーの手下）                                           | ポール・ウィリアムズ         |                                   |
| シュネル （シュリセル大佐の部下）                                     | ジェームズ・クロムウェル     |                                   |
| ホッピー （ルーを迎えにくる運転手）                                   | フィル・シルヴァース         |                                   |
|                                                                       |                              |                                   |
| 演出                                                                  | 演出                         | 佐藤敏夫                          |
| 翻訳                                                                  | 翻訳                         | 佐藤一公                          |
| 効果                                                                  |                              |                                   |
| 調整                                                                  |                              |                                   |
| 制作                                                                  | 制作                         | 東北新社                          |
| 解説                                                                  | 解説                         | 荻昌弘                            |
| 初回放送                                                              | 初回放送                     | 1982年6月7日 『月曜ロードショー』 |